# Anni 860 a.C.
Gli anni 860 a.C. sono il decennio che comprende gli anni dall'869 a.C. all'860 a.C. inclusi.

## Eventi, invenzioni e scoperte
- 860 a.C. - Unificazione del regno di Urartu

## Nati
- Acazia, re († 841 a.C.)
- Ioram, re († 841 a.C.)

## Morti
- Ben-adad I, re860 a.C.
- Horsaset, sacerdote egizio